# Isopulegol
Isopulegol is een kleurloze, heldere vloeistof met een geur van munt. Er zijn vier diastereomeren van, genaamd isopulegol, iso-isopulegol, neo-isopulegol en neo-iso-isopulegol.

## Synthese
Isopulegol kan geïsoleerd worden uit diverse essentiële oliën, bijvoorbeeld deze van Eucalyptus citriodora.
Isopulegol wordt synthetisch bereid door de katalytische cyclisatie van citronellal (dit is een intramoleculaire Prins-reactie, ook intramoleculaire carbonyl-een-reactie genoemd). Het blijkt ook mogelijk om isopulegol rechtstreeks uit de etherische olie van citronella te bereiden. Door een gepaste keuze van katalysator kan de selectiviteit van de reactie voor één of meer stereoisomeren van isopulegol verhoogd worden. Typische katalysatoren zijn lewiszuren gebaseerd op aluminium- of siliciumverbindingen, waaronder zeolieten zoals clinoptiloliet.

## Toepassingen
Isopulegol kan gebruikt worden als smaakstof, aromastof of voor het verkoelend effect, net zoals menthol. Het wordt ook gebruikt om andere aromastoffen synthetisch te bereiden; vooral optisch actieve menthol-stereoisomeren via katalytische hydrogenering van de dubbele koolstof-koolstofbinding in isopulegol. Ook menthofuraan (dat voorkomt in pepermuntbloemen) en de zoetstof hernandulcine (die voorkomt in de plant Lippia dulcis) kunnen uit isopulegol bereid worden.